# Las Poquianchis (película)
Las Poquianchis es una película mexicana inspirada en el caso de las hermanas González Valenzuela.  Fue dirigida por Felipe Cazals en 1976, que en ese mismo año dirigió El apando y Canoa, también basadas en dramas sociales de la vida real. Aunque tiende a creerse que la película está inspirada en Las muertas (1977) de Jorge Ibargüengoitia, el filme y esta novela sólo tienen en común el hecho de haberse inspirado en el mismo caso.

## Sinopsis
Tres hermanas apodadas Las Poquianchis mantienen una red de prostitución protegida por las autoridades locales en San Francisco del Rincón y León (en Guanajuato, México) hasta que los cadáveres de mujeres mandadas a asesinar por ellas hacen su aparición en enero de 1964, por lo que fueron encarceladas. Tras un sonado proceso que tuvo cobertura mundial, fueron condenadas a penas de 40 años de prisión, la cual purgaron en distintas prisiones de Guanajuato, sobreviviendo a ese severo castigo sólo una de ellas que antes de abandonar la cárcel contrajo matrimonio con otro reo y salió a perderse en el olvido.

## Argumento
En 1964 son descubiertos en Guanajuato, los cadáveres enterrados de unas prostitutas, asesinadas por orden de unas lenonas, las hermanas Chuy, Delfa y Eva, llamadas las Poquianchis, que son detenidas junto con otras prostitutas, y sometidas a investigación y juicio. 
Junto con el seguimiento del proceso de las Poquianchis, se narra en flashback, la historia de las hermanas Adelina y María Rosa, que son entregadas por su padre, el campesino Rosario, a Delfa y a su esbirro, Mere el capitán, con la promesa de que serán colocadas a trabajar de sirvientas en casas decentes. Las jóvenes son llevadas a uno de los burdeles de mala muerte que las Poquianchis tienen en el estado de Guanajuato. Ahí son encerradas y maltratadas por la prostituta Santa, para obligarlas a prostituirse. Después de ser violadas por Chaparro y otro esbirro, Adelina y María Rosa aceptan prostituirse. 
Se narra también a la par, la historia de su padre Rosario y su lucha por recuperar sus tierras, de las cuales él y otros campesinos fueron despojados por el gobierno. María Rosa se embaraza y es obligada a abortar por Eva. 
Otra de las hijas de Rosario, Amparo, es secuestrada por Tadeo, otro de los esbirros de las Poquianchis, y al llegar al burdel, no es reconocida por sus hermanas. 
Mientras Chuy y Delfa van en peregrinación al Cerro del Cubilete, una de las prostitutas, Lupe, deja salir a las demás, pero son detenidas por Chaparro. Lupe es encerrada y golpeada. 
Llega de visita el hijo de Delfa, Tepocate, quien defiende a Lupe y es asesinado más tarde durante una balacera. Santa es acusada por Chuy y Delfa del asesinato de Tepocate y es muerta a golpes. 
Cuando un burdel es clausurado por las autoridades, las Poquinchis se llevan a sus mujeres a otra propiedad, en donde son encerradas y maltratadas. Por protestar, otra prostituta, Graciela, es asesinada por otra prostituta con una plancha, por orden de Delfa. Las prostitutas están enfermas por los malos tratos y la mala comida. Cuando una de ellas defeca a destiempo por hallarse enferma, es castigada a zapatazos por las demás, por órdenes de Chuy. Lo mismo sucede a María Rosa, quien es rematada con un palo por su hermana Adelina.
El juez que lleva el caso de las Poquianchis decide cerrar el caso en un tiempo breve por instrucciones del procurador. Eva se vuelve loca; Chuy y Delfa son condenadas a 40 años de cárcel. Los esbirros y algunas prostitutas, entre ellas Lupe y Adelina, son condenados a 25 años. Amparo, la hija menor de Rosario, monta un burdel clandestino en San Francisco del Rincón. Las poquianchis mueren en las cárceles de Irapuato, Gto.

## Reparto
- Diana Bracho— Adelina
- Jorge Martínez de Hoyos
- Salvador Sánchez
- Pilar Pellicer - Santa
- Malena Doria
- Leonor Llausás
- Ana Ofelia Murguía
- Enrique Lucero
- Alejandro Parodi
- María Rojo
- Tina Romero - María Rosa
- Manuel Ojeda
- Carlos Cardán
- Arturo Beristáin
- Gonzalo Vega
- Hilda Cíbar
- Salvador Garcini
- Gastón Melo
- Sergio Calderón
- Jorge Fegán
- Mario Casillas
- Patricia Reyes Spíndola
- Farnesio de Bernal
- Adriana Rojo
- Lourdes Canale
- Erika Mireles
- Inés Murillo
- Ramón Menéndez
- Álvaro Carcaño
- Ivette Reyna
- Alma Levy
- María Barber
- Patricia Mayers
- Max Kerlow
- Liza Willert
- Yara Patricia
- Luis Jasso
- Marcelo Villamil
- Héctor Cruz
- Rodrigo de la Cruz